# Lasserre, Lot-et-Garonne

Lasserre este o comună în departamentul Lot-et-Garonne din sud-vestul Franței. În 2009 avea o populație de 76 de locuitori.

## Evoluția populației
| An        | 1975 | 1982 | 1990 | 1999 | 2006 | 2009 |
| --------- | ---- | ---- | ---- | ---- | ---- | ---- |
| Populație | 81   | 85   | 86   | 82   | 74   | 76   |